# Tätzschwitz

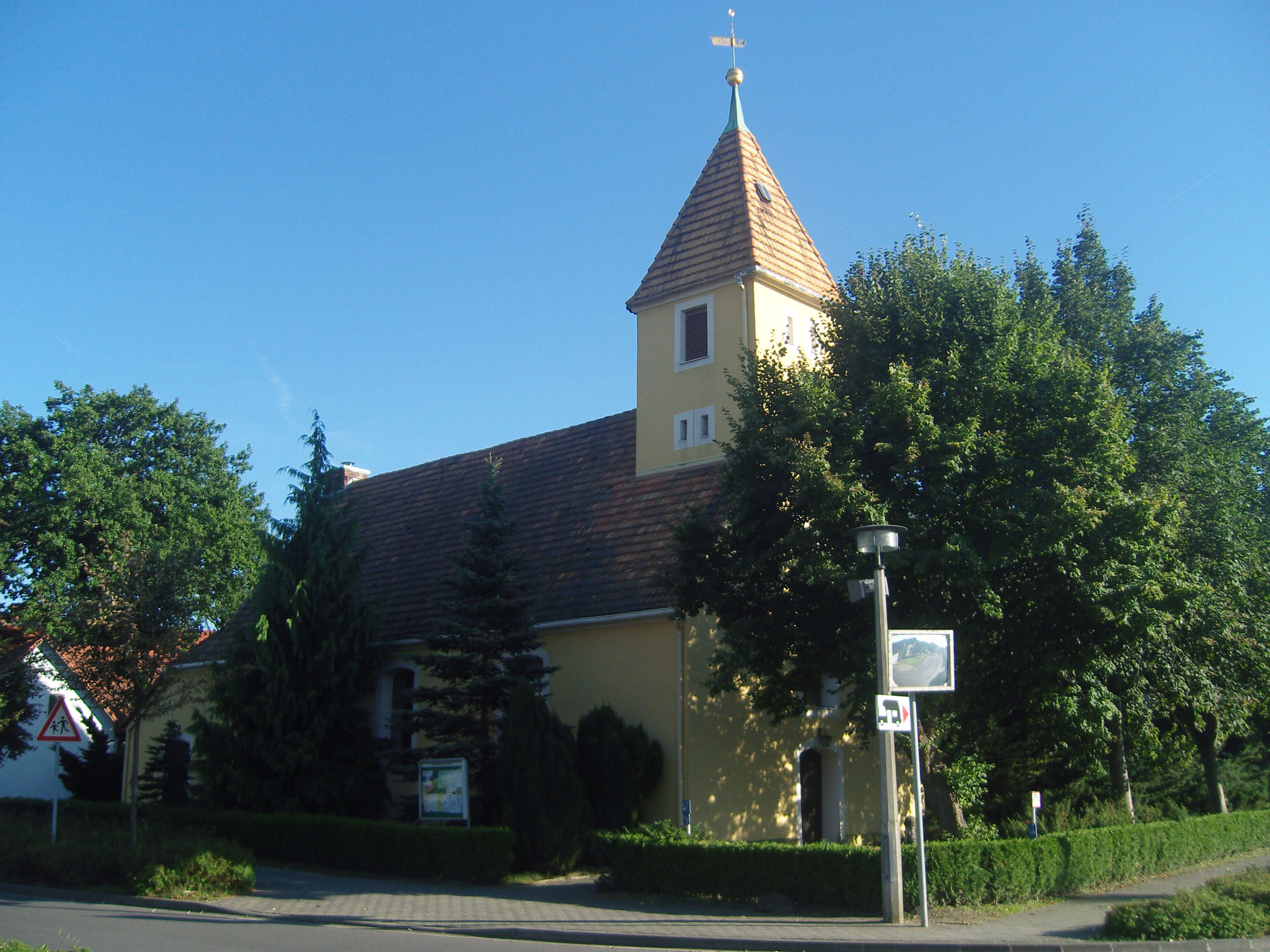
Dorfkirche Tätzschwitz

Tätzschwitz, obersorbisch Ptačecyⓘ, ist ein Ortsteil der Gemeinde Elsterheide im Landkreis Bautzen in Sachsen. Der Ort liegt im anerkannten Sorbischen Siedlungsgebiet und war bis zum 1. Juli 1995 eine eigenständige Gemeinde.

## Lage
Tätzschwitz liegt im Nordwesten der Oberlausitz im Lausitzer Seenland an der Grenze zu Brandenburg, rund neun Kilometer südöstlich von Senftenberg und zwölf Kilometer nordwestlich von Hoyerswerda. Umliegende Ortschaften sind Geierswalde im Nordosten, Laubusch im Südosten, die Stadt Lauta im Süden, Lauta-Dorf im Südwesten, Großkoschen im Westen und Kleinkoschen im Nordwesten. Tätzschwitz liegt an der Schwarzen Elster. Nördlich der Ortschaft liegt der Geierswalder See, südlich der Erikasee.
Tätzschwitz liegt an der Kreisstraße 9211 zwischen Großkoschen und Geierswalde. Die Bundesstraße 96 liegt etwa zweieinhalb Kilometer westlich des Ortes.

## Geschichte
Der Ort Tätzschwitz wurde im Jahr 1401 als Taczewicz erstmals urkundlich erwähnt. Im Laufe der Zeit änderte sich der Name des Ortes über Datschwitz (1551) und Taschwitz (1590) zum heutigen Tätzschwitz. Der Ortsname ist auf einen früheren Ortsvorsteher zurückzuführen und bedeutet Dorf des Ptac. Ptac ist das altsorbische Wort für Vogel. Im Jahr 1937 wurde der Ort von den Nationalsozialisten im Zuge der Germanisierung im Deutschen Reich in Vogelhain umbenannt und hieß bis 1945 so.
In den Jahren 1953/54 wurde ein Teil von Tätzschwitz zugunsten des Braunkohletagebaus Koschen devastiert.
Nach dem Wiener Kongress kam Tätzschwitz an das Königreich Preußen. Am 25. Juli 1952 wurde der Ort dem Kreis Hoyerswerda zugeordnet und lag nach der Wende im Landkreis Hoyerswerda in Sachsen. Am 1. Juli 1995 wurde Tätzschwitz zusammen mit den bis dahin eigenständigen Gemeinden Bluno, Geierswalde, Klein Partwitz, Nardt, Neuwiese/Bergen, Sabrodt und Seidewinkel zur neuen Gemeinde Elsterheide zusammengelegt. Diese lag vom 1. Januar 1996 bis zum 31. Juli 2008 im Landkreis Kamenz, seit dem 1. August 2008 liegt Tätzschwitz im Landkreis Bautzen.

## Einwohnerentwicklung
| 1825 | 344 | 1925 | 607 | 1990 | 444 |
| 1871 | 433 | 1939 | 664 |      |     |
| 1885 | 408 | 1946 | 630 |      |     |
| 1905 | 455 | 1964 | 614 |      |     |

## Nachweise
1. ↑  Digitales historisches Ortsverzeichnis von Sachsen. In: isgv.de. Abgerufen am 27. März 2017.
2. ↑  Über den Ort. In: tätzschwitz.de. Abgerufen am 27. März 2017.
3. ↑  Tätzschwitz / Ptačecy. In: elsterheide.de. Abgerufen am 27. März 2017.
4. ↑  Tätzschwitz in der Datenbank des Vereins für Computergenealogie. Abgerufen am 27. März 2017.
5. ↑  Digitales Historisches Ortsverzeichnis von Sachsen. Tätzschwitz / Ptačecy
nw Hoyerswerda, Lkr. Bautzen. Institut für sächsische Geschichte und Volkskunde, abgerufen am 27. März 2017.